# Merkuriol
Merkuriol (eller Mercuriol) var ett inom farmakologin använt kvicksilverpreparat, avsett för inandning av metalliskt kvicksilver vid behandling av syfilis. Preparatet användes i de av professor Edvard Welander angivna påsarna och hade konstruerats av den svenske apotekaren Arvid Blomquist. Merkuriolen bestod av ett amalgam av kvicksilver med små mängder magnesium och aluminium, vilket amalgam revs med ytterst fint pulvriserad krita. Varje kritkorn överdrogs därvid av ett tunt amalgamskikt. Vid närvaro av någon fuktighet och värme, såsom intill människohuden, upplöstes amalgamet, och metalliskt kvicksilver frigjordes i form av ytterst små droppar, som från den stora avdunstningsyta, som kritpulvret erbjöd, raskt övergick i form av ånga, som patienten andades in. Merkuriolpulvret var ljusgrått och tungt. Därav ströddes 5 gram åt gången i en stor, avlång påse av på insidan luddigt tyg, varefter påsen bars omväxlande på bröstet eller på ryggen. Metoden var renlig och medgav, att patienten gick i arbete samt vistades bland människor som vanligt. I svårare fall ansågs den dock ej tillräckligt verksam.
Själva merkuriol-amalgamet, utan krita, blandades även med salva och mandelolja till en mjuk massa, merkuriololja, som insprutades i musklerna för behandling av syfilis – en enligt professor Magnus Möllers erfarenhet mycket verksam metod.

## Kvicksilver ett gift
Sverige har sedan den 1 juni 2009 ett totalt förbud mot kvicksilver, med hänvisning till att det är ett miljögift. 